# Зима на Танторе

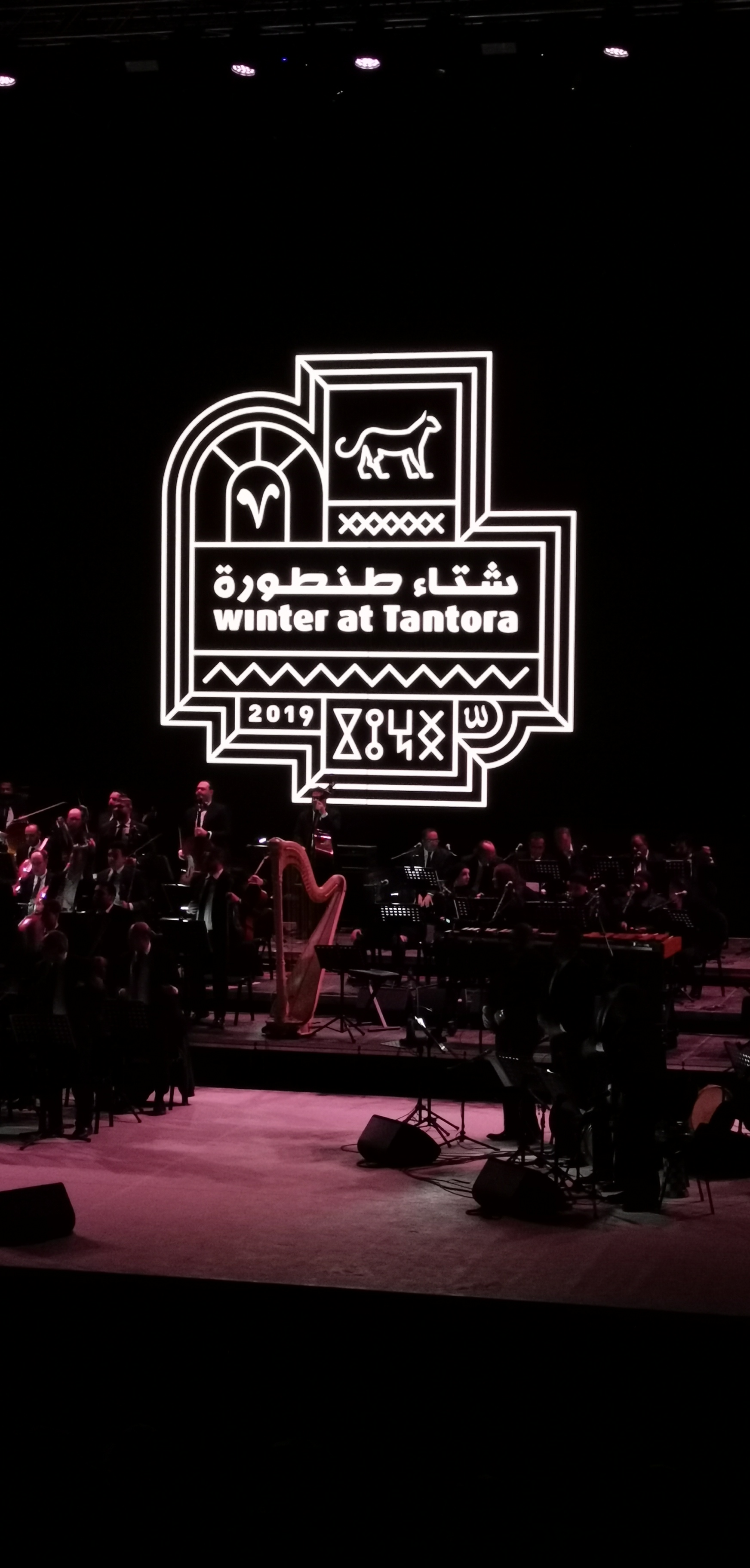
Зеркальный театр (2019 год)

Фестиваль «Зима на Танторе» (англ. Winter at Tantora Festival, араб. مهرجان شتاء طنطورة) — это ежегодный культурный фестиваль, проводящийся в старом городе Аль-Ула, административном округе Медина, на северо-западе Саудовской Аравии. Впервые фестиваль был проведён 21 декабря 2018 года. Он включает в себя серию концертов музыкантов мирового уровня, проходящих каждые выходные. Фестиваль также включает в себя другие мероприятия и события. Второй по счёту фестиваль был проведён 19 декабря 2019 года, а третий — в настоящее время находится в стадии разработки.

## Название
Название фестиваля вдохновлено солнечными часами, расположенными в старом городе Аль-Ула и называемыми местными жителями словом «Тантора». Эти часы используются в качестве маркера смены времен года.

## События и мероприятия фестиваля 2018—2019 годов
- Концерты: на первом фестивале, проходившем в Концертном зале Марайя (Maraya Concert Hall) — самом большом в мире зеркальном здании, построенном к фестивалю[6], принимали участие итальянский певец Андреа Бочелли, греческий композитор Янни Хрисомаллис и французский скрипач Рено Капюсон[7].
- Фестиваль воздушных шаров[8].
- Праздник «Light and life» («Свет и жизнь»)[4].
- Скачки «Fursan Endurance»[9].

## События и мероприятия фестиваля 2019—2020 годов
- Концерты.
- Фестиваль воздушных шаров.
- Скачки «Fursan Endurance».